# CWC15
CWC15‏ (CWC15 spliceosome associated protein homolog) هوَ بروتين يُشَفر بواسطة جين CWC15 في الإنسان.